# Oscar Camilo Salomón
Oscar Camilo Salomón (San Miguel de Tucumán, 22 de marzo de 1999) es un futbolista argentino que se desempeña de defensor en el CA Platense de la Primera División de Argentina.

## Trayectoria

### Central Córdoba (SdE)
Surgido de las inferiores de Boca Juniors, fue prestado al club santiagueño en el mercado de invierno de 2019, ya que no tenía sitio en el primer equipo de Boca. Debuta frente a All Boys por la segunda ronda de la Copa Argentina, en un partido que terminaría en victoria para el ferroviario. 
En esa misma edición de la Copa, el equipo llegaría a la final y Oscar jugaría contra River Plate. Perderían esa final con un resultado abultado. En total disputó 50 partidos en el conjunto santiagueño.

### Tigre
Una vez vencido su préstamo en Central Córdoba, es nuevamente cedido al conjunto matador.

### Montevideo City Torque
En 2023 es cedido por Boca juniors al Montevideo City Torque de la Primera División de Uruguay. Jugó 30 partidos en Liga y Copa local.

### Platense
En enero de 2024 arriba al Club Atlético Platense, en condición de préstamo desde Boca Juniors, y se consolida como titular del equipo.

## Estadísticas
| Club | Div.                | Temporada           | Liga  | Liga  | Liga   | Copas nacionales(1) | Copas nacionales(1) | Copas nacionales(1) | Torneos internacionales(2) | Torneos internacionales(2) | Torneos internacionales(2) | Total(3) | Total(3) | Total(3) |
| Club | Div.                | Temporada           | Part. | Goles | Asist. | Part.               | Goles               | Asist.              | Part.                      | Goles                      | Asist.                     | Part.    | Goles    | Asist.   |
| --- | ------------------- | ------------------- | ----- | ----- | ------ | ------------------- | ------------------- | ------------------- | -------------------------- | -------------------------- | -------------------------- | -------- | -------- | -------- |
| Central Córdoba (SdE) Argentina | 1.ª                 | 2019-20             | 9     | —     | —      | 3                   | —                   | —                   | —                          | —                          | —                          | 12       | 0        | 0        |
| Central Córdoba (SdE) Argentina | 1.ª                 | 2020                | —     | —     | —      | 8                   | —                   | —                   | —                          | —                          | —                          | 8        | 0        | 0        |
| Central Córdoba (SdE) Argentina | 1.ª                 | 2021                | 18    | —     | —      | 12                  | 1                   | 2                   | —                          | —                          | —                          | 30       | 1        | 2        |
| Central Córdoba (SdE) Argentina | Total club          | Total club          | 27    | 0     | 0      | 23                  | 1                   | 2                   | 0                          | 0                          | 0                          | 50       | 1        | 2        |
| Tigre Argentina | 1.ª                 | 2022                | 3     | —     | —      | 7                   | —                   | —                   | —                          | —                          | —                          | 10       | 0        | 0        |
| Tigre Argentina | Total club          | Total club          | 3     | 0     | 0      | 7                   | 0                   | 0                   | 0                          | 0                          | 0                          | 10       | 0        | 0        |
| Montevideo City Torque · Uruguay | 1.ª                 | 2023                | 29    | 0     | 0      | 1                   | 0                   | 0                   | —                          | —                          | —                          | 30       | 0        | 0        |
| Montevideo City Torque · Uruguay | Total club          | Total club          | 29    | 0     | 0      | 1                   | 0                   | 0                   | 0                          | 0                          | 0                          | 30       | 0        | 0        |
| Platense Argentina | 1.ª                 | 2024                | 4     | 0     | 0      | 4                   | 0                   | 0                   | —                          | —                          | —                          | 8        | 0        | 0        |
| Platense Argentina | 1.ª                 | 2025                | 19    | 0     | 0      | 1                   | 0                   | 0                   | —                          | —                          | —                          | 20       | 0        | 0        |
| Platense Argentina | Total club          | Total club          | 23    | 0     | 0      | 5                   | 0                   | 0                   | 0                          | 0                          | 0                          | 28       | 0        | 0        |
| Total en su carrera | Total en su carrera | Total en su carrera | 82    | 0     | 0      | 36                  | 1                   | 2                   | 0                          | 0                          | 0                          | 118      | 1        | 2        |
| (1) Incluye datos de la Copa Superliga, Copa Argentina y Copa de la Liga Profesional. (2) Incluye datos de competiciones internacionales. (3) No incluye goles en partidos amistosos. |                     |                     |       |       |        |                     |                     |                     |                            |                            |                            |          |          |          |

## Palmarés

### Campeonatos nacionales
| Título           | Club           | País      | Año    |
| ---------------- | -------------- | --------- | ------ |
| Primera División | C. A. Platense | Argentina | A-2025 |